# 费斯滕贝格斯格罗伊特
费斯滕贝尔格斯格罗伊特是德国巴伐利亚州的一个市镇。总面积31.85平方公里，总人口1535人，其中男性779人，女性756人（2011年12月31日），人口密度48人/平方公里。